# Einstein (série de TV)
Einstein é uma série policial alemã, exibida em Portugal pelo canal AXN.

## Enredo
A história gira em torno de Felix, professor universitário de física e bisneto de Albert Einstein. Felix foi detido por consumo de drogas, tendo, em troca de não ir para a prisão, que ajudar a polícia a investigar crimes.

## Elenco
| Personagem       | Intérprete         |
| ---------------- | ------------------ |
| Felix Winterberg | Tom Beck           |
| Elena Lange      | Annika Ernst       |
| Stefan Tremmel   | Rolf Kanies        |
| Kirsten Maybach  | Haley Louise Jones |

## Polémica sobre a dobragem em Portugal
A série foi inicialmente dobrada para português de Portugal quando começou a ser emitida em Portugal, causando descontentamento e reclamações de alguns espetadores (o recurso à dobragem em Portugal é apenas usado para séries e filmes para o público infanto-juvenil e para a narração de documentários). A série acabou por ser transmitida tanto na versão dobrada como na original.